# Marc Martel
Marc Martel (* 16. listopadu 1976 Montréal) je kanadský křesťanský rockový hudebník.
Narodil v Montréalu. Jeho otec je Michel Martel a matka Barbara Beresford Martelová. Navštěvoval Briercrest College a seminář v Saskatchewanu, kde v roce 1999 se svým spolubydlícím Jasonem Germainem a několika přáteli založil skupinu Downhere. Po čtyřech letech, když dokončil vysokou školu se skupina přestěhovala do Nashville v Tennessee, kde podepsala smlouvu s Word Records. Se skupinou získal ceny Juno Award, Covenant Award a Dove Award. Vydali 10 alb, včetně filmu On the Altar of Love.
V září 2011 se Martel přihlásil do soutěže o účast na oficiálním projektu Queen Extravaganza Tour, Rogera Taylora, původního bubeníka rockové skupiny Queen. Marca Martela zpívajícího se skupinou Queen klasickou píseň Somebody to Love na YouTube vidělo v krátké době více než milion uživatelů, od září 2019 má více než 20 milionů zhlédnutí. To vedlo k vystoupení v The Ellen DeGeneres Show týden po vydání videa. Stal se jedním z vítězů soutěže, což mu v roce 2012 umožnilo šestitýdenní působení s Queen Extravaganza Tour. Toto turné s Marcem Martelem pokračovalo až do ukončení projektu roku 2016.
Svými vokály přispěl do životopisného filmu Bohemian Rhapsody (2018), což potvrdil producent filmu Graham King.